# Namirea fallax
Espèce
Namirea fallax est une espèce d'araignées mygalomorphes de la famille des Euagridae.

## Distribution
Cette espèce est endémique de Nouvelle-Galles du Sud en Australie. Elle se rencontre vers Bilpin.

## Description
La carapace du mâle holotype mesure 4,60 mm de long sur 4,06 mm et l'abdomen 5,00 mm de long sur 3,13 mm.

## Publication originale
- Raven, 1984 : Systematics of the Australian curtain-web spiders (Ischnothelinae: Dipluridae: Chelicerata). Australian Journal of Zoology Supplementary Series, no 93, p. 1-102.